# Live at the Budokan (album, Bryan Adams)
Live at the Budokan je koncertní album a DVD kanadského rockového hudebníka Bryana Adamse. Vydáno bylo 6. června 2003 prostřednictvím vydavatelství A&M Records. Album bylo nahráno v roce 2000 během Adamsova koncertu v Budokan areně v Tokiu.

## Seznam skladeb
| CD     | CD                                                                              | CD                    | CD    |
| Pořadí | Název                                                                           | Autor                 | Délka |
| ------ | ------------------------------------------------------------------------------- | --------------------- | ----- |
| 1.     | How Do Ya Feel Tonight                                                          | Adams, Thornalley     | 1:29  |
| 2.     | Can't Stop This Thing We Started                                                | Adams, Lange          | 3:53  |
| 3.     | Summer of '69                                                                   | Adams, Vallance       | 4:16  |
| 4.     | Fits Ya Good                                                                    | Adams, Vallance       | 3:54  |
| 5.     | (Everything I Do) I Do It for You                                               | Adams, Lange, Kamen   | 4:10  |
| 6.     | Cuts Like a Knife                                                               | Adams, Vallance       | 6:30  |
| 7.     | When You're Gone                                                                | Adams, Kennedy        | 3:39  |
| 8.     | Have You Ever Really Loved a Woman?                                             | Adams, Lange, Kamen   | 4:51  |
| 9.     | Getaway                                                                         | Adams, Peters         | 4:05  |
| 10.    | Blues Jam: If Ya Wanna Be Bad - Ya Gotta Be Good/Let's Make a Night to Remember | Adams, Lange, Peters  | 4:19  |
| 11.    | Cloud Number Nine                                                               | Adams, Martin, Peters | 3:59  |
| 12.    | You're Still Beautiful to Me                                                    | Adams, Lange          | 4:23  |
| 13.    | Run to You                                                                      | Adams, Vallance       | 5:25  |
| 14.    | Please Forgive Me                                                               | Adams, Lange          | 2:13  |
| 15.    | The Best of Me                                                                  | Adams, Lange          | 4:30  |

| DVD    | DVD                                                                             | DVD                   | DVD   |
| Pořadí | Název                                                                           | Autor                 | Délka |
| ------ | ------------------------------------------------------------------------------- | --------------------- | ----- |
| 1.     | How Do Ya Feel Tonight                                                          | Adams, Thornalley     |       |
| 2.     | Back to You                                                                     | Adams, Kennedy        |       |
| 3.     | 18 til I Die                                                                    | Adams, Lange          |       |
| 4.     | Can't Stop This Thing We Started                                                | Adams, Lange          |       |
| 5.     | Summer of '69                                                                   | Adams, Vallance       |       |
| 6.     | It's Only Love                                                                  | Adams, Vallance       |       |
| 7.     | (Everything I Do) I Do It for You                                               | Adams, Lange, Kamen   |       |
| 8.     | Getaway                                                                         | Adams, Peters         |       |
| 9.     | Cuts Like a Knife                                                               | Adams, Vallance       |       |
| 10.    | When You're Gone                                                                | Adams, Kennedy        |       |
| 11.    | Have You Ever Really Loved a Woman?                                             | Adams, Lange, Kamen   |       |
| 12.    | Into the Fire                                                                   | Adams, Vallance       |       |
| 13.    | Remember                                                                        | Adams, Vallance       |       |
| 14.    | I'm Ready                                                                       | Adams, Vallance       |       |
| 15.    | Heaven                                                                          | Adams, Vallance       |       |
| 16.    | Blues Jam: If Ya Wanna Be Bad - Ya Gotta Be Good/Let's Make a Night to Remember | Adams, Lange, Peters  |       |
| 17.    | The Only Thing That Looks Good on Me Is You                                     | Adams, Lange          |       |
| 18.    | Cloud Number Nine                                                               | Adams, Martin, Peters |       |
| 19.    | Somebody                                                                        | Adams, Vallance       |       |
| 20.    | Run to You                                                                      | Adams, Vallance       |       |
| 21.    | Please Forgive Me                                                               | Adams, Lange          |       |
| 22.    | The Best of Me                                                                  | Adams, Lange          |       |